# Nebe v křesťanství

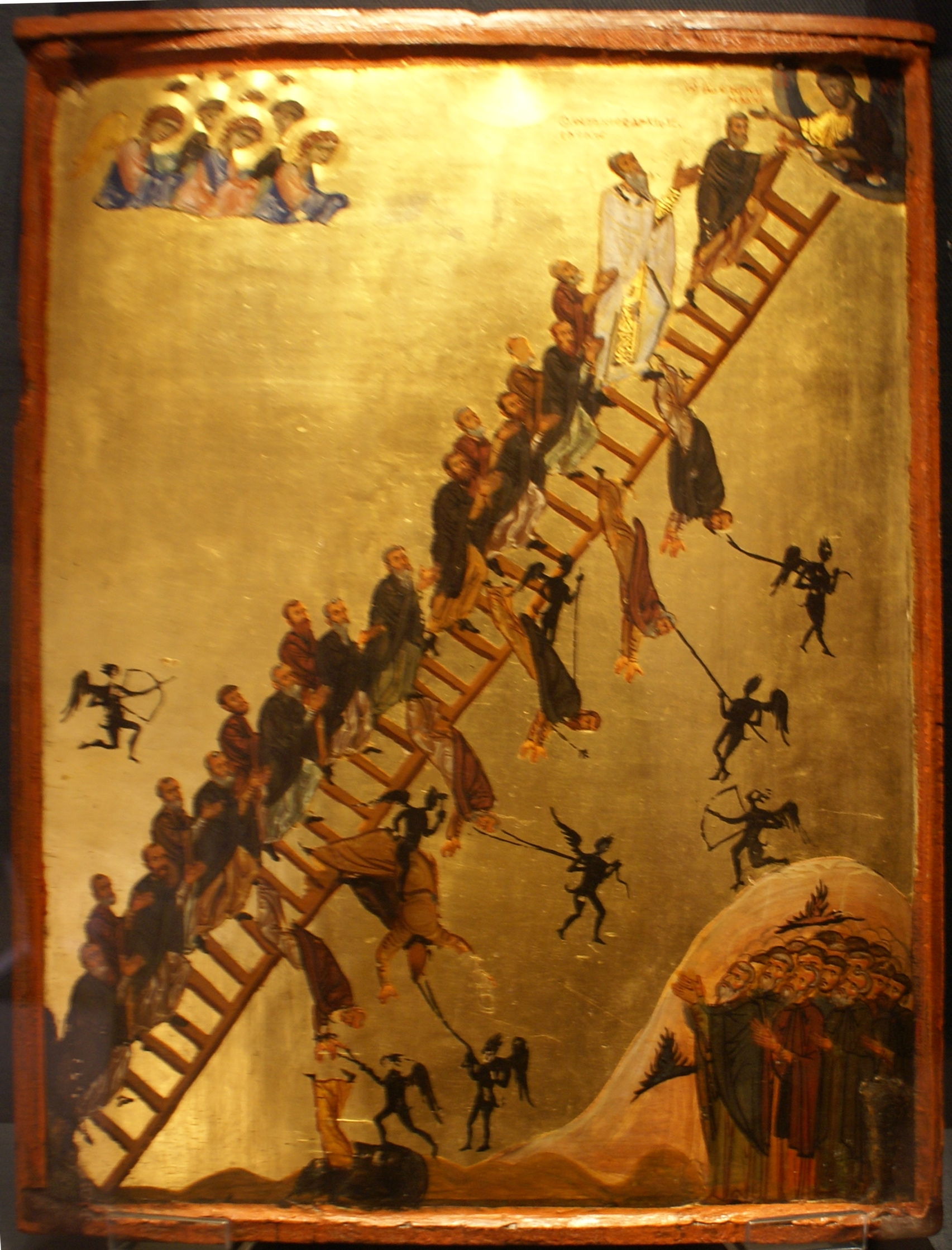
Žebřík výstupu k Bohu v klášteře svaté Kateřiny na hoře Sinaj

V křesťanství je nebe tradičně místem Božího trůnu a Božích andělů a ve většině forem křesťanství je příbytkem spravedlivých zemřelých v posmrtném životě. V některých křesťanských denominacích je chápáno jako dočasné stadium před vzkříšením mrtvých a návratem svatých na novou zemi. 
V knize Skutky apoštolů vzkříšený Ježíš vystupuje na nebe, kde, jak uvádí Nicejské vyznání víry, nyní sedí po Boží pravici a vrátí se na zem při druhém příchodu. Podle katolického, východního a pravoslavného učení se o Marii, Ježíšově matce, říká, že byla vzata do nebe, aniž by došlo k porušení jejího pozemského těla; je uctívána jako Královna nebes. 
V křesťanské Bibli se pojmy o křesťanské eschatologii, budoucím „nebeském království“ a vzkříšení mrtvých nacházejí zejména v knize Zjevení a v 1. listu Korintským – 1Kor 15 (Kral, ČEP). 

## Rané křesťanství
Viz též: Rané křesťanství a Nebe v judaismu
První židokřesťané 1. století, z nichž se křesťanství vyvinulo jako židovské náboženství, věřili, že Boží království přijde na zem ještě za jejich života, a očekávali božskou budoucnost na zemi. Nejstaršími křesťanskými spisy na toto téma jsou Pavlovy spisy, například 1. Tesalonickým – 1Sol 4, 5 (Kral, ČEP), v nichž jsou mrtví popisováni jako zesnuvší. Pavel říká, že druhý příchod přijde bez varování, jako „zloděj v noci“, a že nejprve budou vzkříšeni spící věřící a pak živí. Podobně nejstarší z apoštolských otců, papež Klement I., se nezmiňuje o vstupu do nebe po smrti, ale vyjadřuje víru ve vzkříšení mrtvých po období „dřímoty“ při druhém příchodu.
Ve 2. století n. l. citoval Irenej (řecký biskup) presbytery, že ne všichni spasení si zaslouží pobyt v samotném nebi: „Ti, kteří budou uznáni za hodné pobytu v nebi, tam půjdou, jiní budou užívat rozkoší ráje a jiní budou mít nádheru města; neboť všude bude Spasitel viděn podle toho, jak budou hodni ti, kteří ho uvidí.“

## Ortodoxní křesťanství

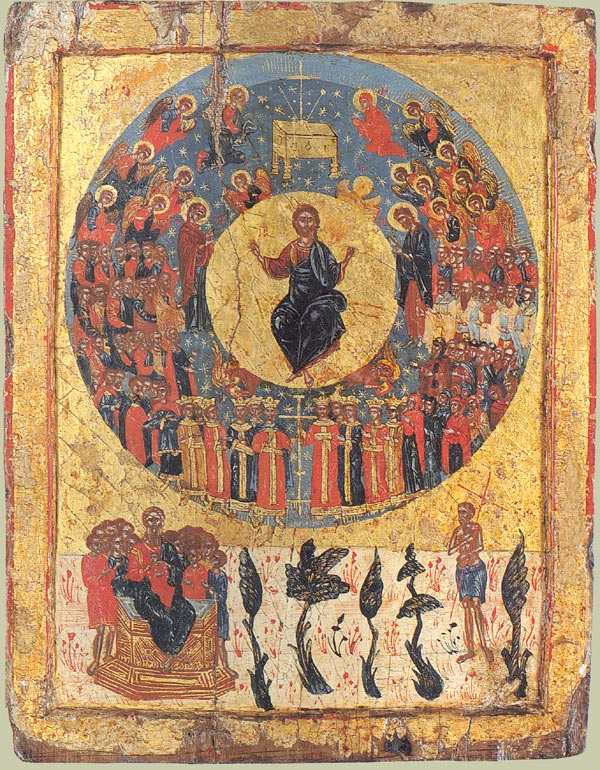
Pravoslavná ikona zobrazující Krista trůnícího v nebi, obklopeného řadami andělů a svatých. V dolní části je ráj s Abrahámovým lůnem (vlevo) a kajícím se lotrem (vpravo).

### Pravoslavná kosmologie
Různí svatí měli vidění nebe – 2Kor 12, 2–4 (Kral, ČEP). Pravoslavné pojetí života v nebi je popsáno v jedné z modliteb za zemřelé: „...místo světla, místo zelené pastvy, místo odpočinku, odkud prchají všechny nemoci, smutek a vzdechy.“ V pravoslaví a starobylých východních církvích má konečné slovo o tom, kdo vstoupí do nebe, pouze Bůh.
V pravoslavné církvi je nebe součástí zbožštění (theosis), což znamená získání božské přirozenosti a dovršení hypostáze skrze připodobnění se Kristu, vzhledem k tomu, že Ježíš svým vtělením umožnil lidem vstup do nebe, a proto jsou důkazem božské přirozenosti člověka obvykle zázraky podobné těm Kristovým.
Vladimír Solovjov (1853–1900), filosof ruského pravoslavného původu, napsal o „teandrickém (božskolidském) cíli Stvořitele, aby se země spojila s nebem“.

## Římský katolicismus
Viz též: Klíče od nebe
Katolická církev učí, že „nebe je konečný cíl a naplnění nejhlubších lidských tužeb, stav nejvyššího, definitivního štěstí.“ V nebi člověk prožívá blažené patření. Církev zastává následující názor,
Ježíš Kristus nám svou smrtí a vzkříšením „otevřel“ nebe. Život blahoslavených spočívá v plném a dokonalém vlastnictví plodů vykoupení uskutečněného Kristem... Nebe je blahoslavené společenství všech, kdo jsou dokonale začleněni do Krista.
Katechismus katolické církve uvádí několik obrazů nebe, které se nacházejí v Bibli:
Toto tajemství blaženého společenství s Bohem a se všemi, kteří jsou v Kristu, překonává jakékoliv chápání a jakoukoliv představivost. Písmo svaté o tom mluví obrazně: život, světlo, pokoj, svatební hostina, víno, království, dům Otce, nebeský Jeruzalém, ráj: „Co oko nevidělo, co ucho neslyšelo, a nač člověk nikdy ani nepomyslil, co všechno Bůh připravil těm, kdo ho milují“.
Křesťané, kteří zemřou ještě nedokonale očištěni, musí podle katolického učení před vstupem do nebe projít stavem očisty známým jako očistec.
Podle Tridentského koncilu člověk nehřeší, když koná „dobré skutky s ohledem na věčnou odměnu.“
Katoličtí autoři spekulují o povaze „druhotné nebeské radosti“, tedy o církevním učení, které se odráží ve florentském a tridentském koncilu. Bůh totiž „odplatí každému podle jeho skutků“ – Řím 2, 6 (Kral, ČEP): ... „kdo skoupě rozsévá, bude také skoupě sklízet, a kdo hojně rozsévá, bude také hojně sklízet“ – 2Kor 9, 6 (Kral, ČEP). Jezuitský básník Gerard Manley Hopkins popisuje tuto radost jako vzájemné zrcadlení Krista, každý svým osobním způsobem a do té míry, do jaké jsme se v tomto životě připodobnili Kristu, neboť, jak píše Hopkins, „Kristus hraje na deseti tisících místech, krásný v údech a krásný v očích, které nejsou jeho, Otci skrze rysy lidských tváří“. Bůh s námi chce sdílet i tuto božskou radost, radost z toho, že se radujeme z toho, že děláme druhé šťastnými.

## Protestantské křesťanství
Viz též: Mezistav (křesťanství), Křesťanský mortalismus, Arminianismus a Kalvinismus
Některé denominace učí, že člověk vstupuje do nebe v okamžiku smrti, zatímco jiné učí, že k tomu dojde později (při Posledním soudu). Někteří křesťané tvrdí, že vstup do nebe se očekává v době, kdy „pomine podoba tohoto světa.“
Dvě související a často směšované představy o nebi v křesťanství je lépe popsat jako „vzkříšení těla“ v kontrastu s „nesmrtelností duše“. V prvním případě duše vstupuje do nebe až při Posledním soudu neboli na „konci času“, kdy je (spolu s tělem) vzkříšena a souzena. V druhém pojetí se duše ihned po smrti dostává do nebe na jiné úrovni. Tato dvě pojetí se obvykle spojují v učení o dvojím soudu, kdy je duše jednou souzena při smrti a odchází do dočasného nebe, zatímco čeká na druhý a poslední soud na konci světa.
Někteří učí, že smrt sama o sobě není přirozenou součástí života, ale že k ní došlo poté, co Adam a Eva neposlechli Boha, aby lidstvo nežilo věčně ve stavu hříchu, a tedy ve stavu odloučení od Boha.

### Metodisté
Metodismus učí, že nebe je stav, kde věřící stráví věčnou blaženost s Bohem:
Každý, kdo má spásné poznání Ježíše Krista, našeho Pána, odchází po odchodu z tohoto života do blaženosti s Ním a bude sdílet věčnou slávu Jeho věčného království; plnější odměny a větší sláva jsou vyhrazeny až pro poslední soud. Mt 25, 34 (Kral, ČEP), Mt 25, 46 (Kral, ČEP); Jan 14, 2–3 (Kral, ČEP); 2Kor 5, 6 (Kral, ČEP), 2Kor 5, 8 (Kral, ČEP) 2Kor 5, 19 (Kral, ČEP); Flm 1, 23–24 (Kral, ČEP) – Disciplína evangelické metodistické církve .

### Adventisté sedmého dne
Hlavní články: Nebeská svatyně a Eschatologie adventistů sedmého dne
Adventisté sedmého dne chápou nebe takto:
- Že nebe je místo, kde přebývá Bůh. Je to popsáno ve Zjevení – Zj 11, 12 (Kral, ČEP): „A vstoupili do nebe v oblaku...“.
- Že Bůh poslal na zem svého syna Ježíše Krista, aby žil jako člověk – Mt 2, 10 (Kral, ČEP), který „dokonale ukázal Boží spravedlnost a lásku, jež projevil svými zázraky, projevil Boží moc a byl potvrzen jako Bohem zaslíbený Mesiáš. Dobrovolně trpěl a zemřel na kříži za naše hříchy a místo nás, byl vzkříšen z mrtvých a vystoupil, aby za nás sloužil v nebeské svatyni."[24]
- Že Kristus slibuje, že se vrátí jako spasitel a v té době vzkřísí spravedlivé mrtvé a shromáždí je spolu se spravedlivými živými do nebe. Nespravedliví zemřou při Kristově druhém příchodu.[24]
- Že po Kristově druhém příchodu nastane období známé jako milénium, během něhož bude vládnout Kristus a jeho spravedliví svatí a nespravedliví budou souzeni. Na konci tisíciletí se Kristus a jeho andělé vrátí na zem, aby vzkřísili zbývající mrtvé, vynesli rozsudky a navždy zbavili univerzum hříchu a hříšníků.[24]
- „Na nové zemi, kde přebývá spravedlnost, připraví Bůh vykoupeným věčný domov a dokonalé prostředí pro věčný život, lásku, radost a učení v jeho přítomnosti. Zde totiž bude se svým lidem přebývat sám Bůh a utrpení a smrt pominou. Velký svár bude ukončen a hříchu již nebude. Všechny věci, živé i neživé, budou hlásat, že Bůh je láska, a On bude vládnout navěky.“[24] Právě v tomto okamžiku dojde k založení nebe na nové zemi.

## Ostatní denominace

### Kristadelfiáni
Kristadelfiáni nevěří, že někdo půjde po smrti do nebe. Místo toho věří, že pouze Ježíš odešel do nebe a přebývá tam po boku Jehovy. Kristadelfiáni naopak věří, že po smrti se duše dostane do stavu bezvědomí a zůstane v něm až do Posledního soudu, kde budou spasení vzkříšeni a zatracení anihilováni. Boží království bude zřízeno na Zemi, počínaje zemí Izrael, a Ježíš bude vládnout tomuto království po tisíc let.

### Svědkové Jehovovi
Svědkové Jehovovi věří, že nebe je příbytkem Jehovy a jeho duchovních bytostí. Věří, že pouze 144 000 vyvolených věrných následovníků („Pomazaných“) bude vzkříšeno do nebe, aby spolu s Kristem vládli většině lidstva, které bude žít na Zemi.

### Hnutí Svatých posledních dnů
Hlavní články: Kolob, Duchovní svět (Svatí posledních dnů), Povýšení (mormonismus) a Stupně slávy
Pohled na nebe podle hnutí Svatých posledních dnů vychází z oddílu 76 Nauka a smlouvy a z 1. listu Korintským – 1Kor 15 (Kral, ČEP) ve verzi Bible krále Jakuba. Posmrtný život je nejprve rozdělen na dvě úrovně až do Posledního soudu; poté je rozdělen na čtyři úrovně, z nichž horní tři jsou označovány jako „stupně slávy“, které jsou pro názornost přirovnávány k jasu nebeských těles: Slunce, Měsíce a hvězd.
Před posledním soudem se duchové po smrti oddělí od svých těl a jdou buď do ráje, nebo do duchovního vězení v závislosti na tom, zda byli pokřtěni a potvrzeni vzkládáním rukou. Ráj je místem odpočinku, zatímco jeho obyvatelé pokračují v učení a připravují se na Poslední soud. Duchovní vězení je místem učení pro hříšné a nekající se lidi a pro ty, kteří nebyli pokřtěni; avšak misijní úsilí, které duchové z ráje vyvíjejí, umožňuje těm, kdo jsou v duchovním vězení, činit pokání, přijmout evangelium a vykoupení a přijmout křest skrze praxi křtu za mrtvé.
Po vzkříšení a posledním soudu jsou lidé posláni do jedné ze čtyř úrovní: 
1. Nebeské království je nejvyšší úrovní, jeho moc a sláva jsou srovnatelné se Sluncem. Zde se věrní a stateční Kristovi učedníci, kteří přijali plnost jeho evangelia a dodržovali své smlouvy s ním tím, že následovali proroky své doby, znovu setkávají se svými rodinami a s Bohem Otcem, Ježíšem Kristem a Duchem svatým na věky. Ti, kteří by evangelium přijali celým svým srdcem, kdyby k tomu měli v životě příležitost (podle posouzení Krista a Boha Otce), jsou rovněž spaseni v nebeském království. Hnutí Svatých posledních dnů nezastává koncept prvotního hříchu, ale věří, že děti jsou díky Usmíření nevinné. Proto všechny děti, které zemřou před dosažením věku odpovědnosti, zdědí tuto slávu. Muži a ženy, kteří uzavřeli nebeské manželství, se mohou pod vedením Boha Otce nakonec stát bohy a bohyněmi jako spoludědicové Ježíše Krista.
2. Moc a sláva pozemského království je srovnatelná s mocí a slávou Měsíce a je vyhrazena těm, kteří za života pochopili a odmítli plné evangelium, ale žili dobrým životem; těm, kteří sice přijali evangelium, ale nedokázali dodržet své smlouvy pokračováním v procesu víry, pokání a služby druhým; těm, kteří „zemřeli bez zákona“ (D & C 76,72), ale přijali plné evangelium a po smrti činili pokání díky misijnímu úsilí, které podnikli v duchovním vězení. Bůh Otec nepřichází do pozemského království, ale Ježíš Kristus je navštěvuje a je jim dán Duch svatý.
3. Telestiální království je srovnatelné se slávou hvězd. Ti, kteří byli umístěni v telestiálním království, trpěli po smrti pekelnými bolestmi, protože byli lháři, vrahy, cizoložníky, smilníky atd. Nakonec jsou z pekla zachráněni tím, že jsou na konci tisíciletí vykoupeni mocí vykoupení. Navzdory svému mnohem horšímu stavu na věčnosti je telestiální království popisováno jako pohodlnější než Země ve svém současném stavu. Utrpení je důsledkem plného poznání hříchů a rozhodnutí, které člověka trvale oddělily od naprosté radosti, která plyne z přítomnosti Boha a Ježíše Krista, ačkoli má Ducha svatého, který je s ním.
4. Vnější temnota (termín pochází z Matoušova evangelia: „ven do temnot“ – Mt 8, 12 (Kral, ČEP), Mt 22, 13 (Kral, ČEP), Mt 25, 30 (Kral, ČEP)). Je nejnižší úroveň a nemá žádnou slávu. Je vyhrazena Satanovi, jeho andělům a těm, kdo spáchali neodpustitelný hřích. Je to nejnižší možný stav ve věčnosti, kterého dosáhne jen velmi málo lidí narozených v tomto světě, protože neodpustitelný hřích vyžaduje, aby člověk s dokonalým vědomím poznal, že evangelium je pravdivé, a pak ho odmítl a vzdorovitě bojoval proti Bohu. Jediným známým synem zatracení je Kain, ale všeobecně se uznává, že jich je pravděpodobně více roztroušených v průběhu věků.